# Dansa serpentina
La dansa serpentina és una coreografia creada per la ballarina estatunidenca Loïe Fuller al Park Theatre de Brooklyn, a Nova York, el 15 de febrer de 1892.

## Antecedents
La serpentina és una evolució de la skirt dance, una forma de dansa burlesque que havia arribat recentment als Estats Units des d'Anglaterra. La skirt dance va ser en si mateix una reacció contra les formes "acadèmiques" de ballet, incorporant versions domesticades de danses populars i populars com el cancan.
La nova dansa va ser creada per Loïe Fuller, que va donar diferents relats de com la va desenvolupar. Segons el seu propi relat, que s'informà àmpliament, sense haver ballat mai professionalment abans, va descobrir accidentalment els efectes de les llums d'escenari emeses des de diferents angles sobre la tela de gasa d'un vestit que havia muntat precipitadament per la seva actuació en l'obra Quack M.D., i va desenvolupar espontàniament la nova forma en resposta a la reacció entusiasta del públic en veure com apareixia la seva faldilla a les llums. Durant el ball, va sostenir la seva llarga faldilla. a les seves mans, i la anava movent, revelant la seva forma interior. En paraules de l'historiador de la dansa Jack Anderson, "La disfressa per la seva Dansa serpentina consistia en centenars de metres de seda xinesa que ella deixava fluir al seu voltant mentre els efectes d'il·luminació indicaven que s'estava incendiant i prenent formes que recordaven flors, núvols, ocells i papallones."

## Represes i usos cinematogràfics
Aquesta innovadora coreografia va donar lloc immediatament a nombroses imitacions per part d'altres ballarins. Quan es van rodar les primeres pel·lícules de cinema per al cinetoscopi el 1893, Thomas Edison va convidar a Loïe Fuller a actuar al plató del primer estudi de cinema, la Black Maria, davant del cinetògraf, la primera càmera de cinema, però la ballarina es va negar a ser filmada, fet que provoca, a falta de poder-lo obtenir personalment, el rodatge de moltes versions ballades per imitadores. La primera és produïda per l'Edison Manufacturing Company i interpretat per Annabelle Moore el 1894.

## Pel·lícules realitzada amb aquesta dansa
- Annabelle Serpentine Dance, dirigida per William Kennedy Dickson el 1894, acolorida a ma
- Una pel·lícula dirigida per Georges Méliès el 1896, i també La Colonne de feu del mateix Georges Méliès
- Una pel·lícula dirigida per Louis Lumière el 1896 o per Vittorio Calcina el 1899,[4]
- Danse serpentine par Mme Bob Walter, dirigida per Alice Guy el 1897
- Lina Esbrard, Danse serpentine, dirigida per Alice Guy el 1902
- Création de la serpentine, dirigida per Segundo de Chomón el 1908.

## Galeria
- Annabelle Serpentine Dance, No. 2
- Un segment de la serpentina d'Annabelle

- Méliès - La Colonne de feu
- Dansa serpentina de Lumière
- Création de la Serpentine

- Fragment colorat de Création de la serpentine
- Fragment colorat de la Danse serpentine de Loïe Fuller